# Betty
För andra betydelser, se Betty (olika betydelser).

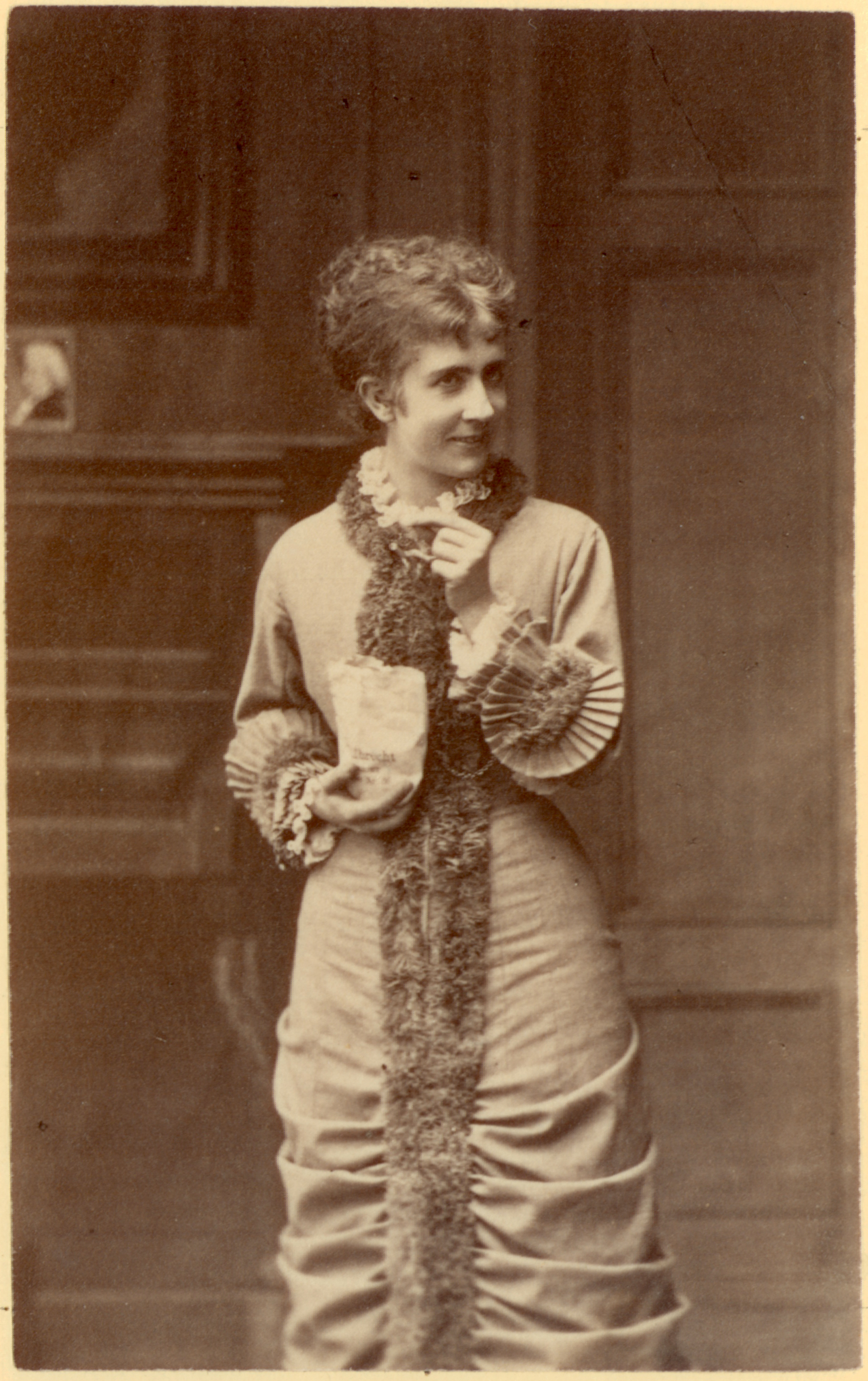
Betty Hennings.

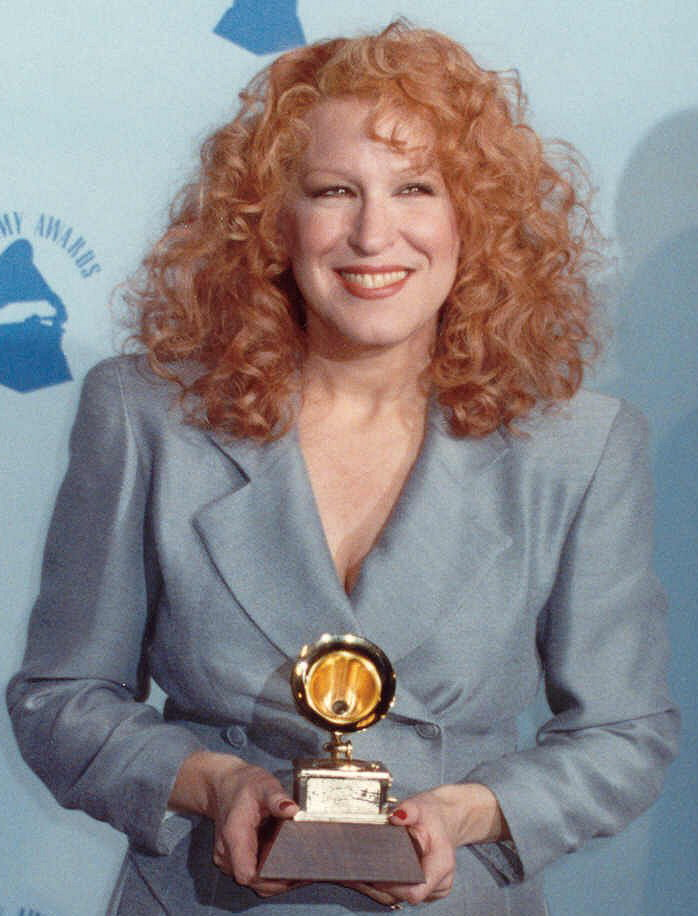
Bette Midler.

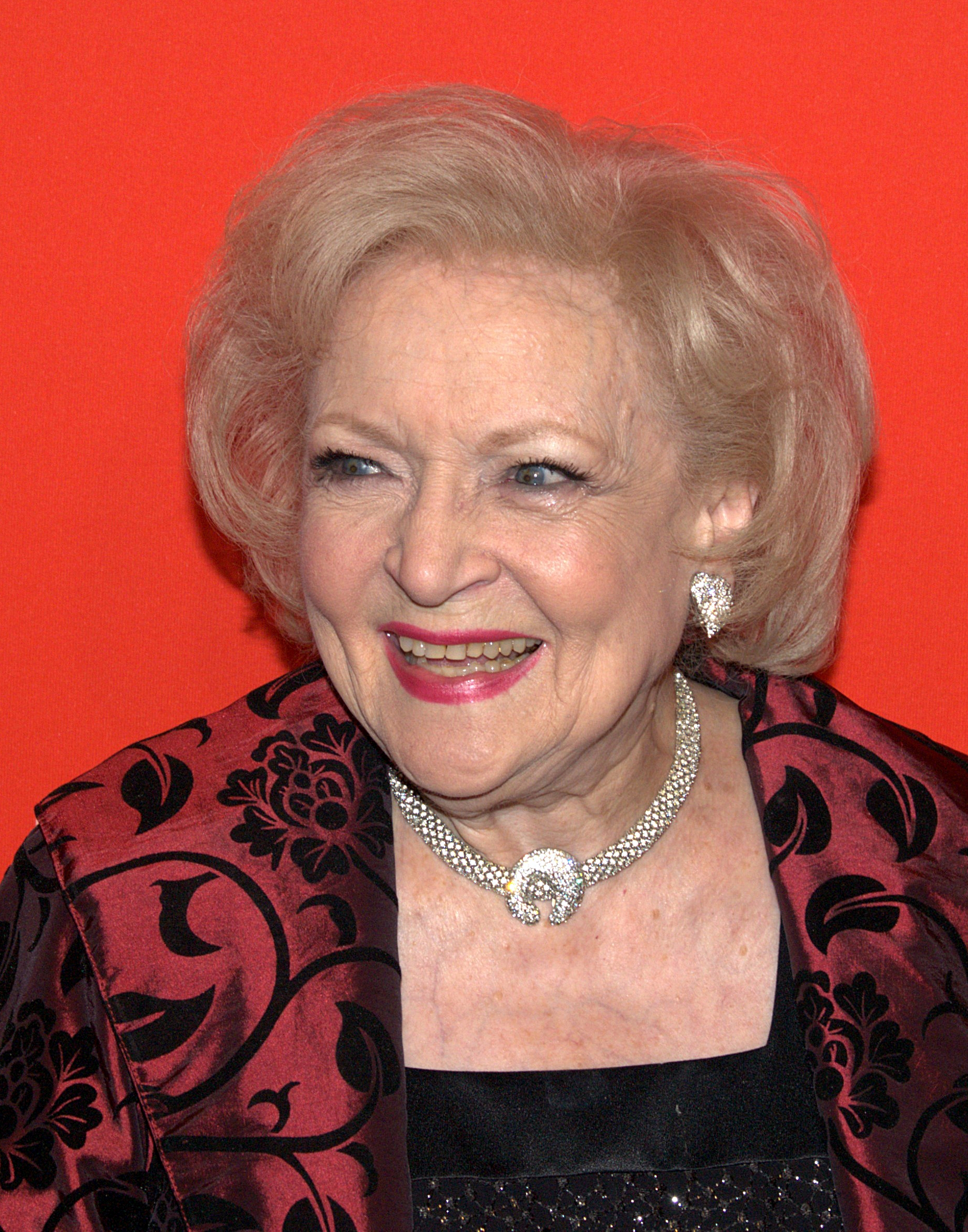
Betty White.

Betty är ett engelskt smeknamn för Elisabet. Namnet har funnits i Sverige sedan 1600-talet. Andra varianter är Bettie och Bette.
Den 31 december 2014 fanns det totalt 2 317 kvinnor folkbokförda i Sverige med namnet Betty, varav 1 003 bar det som tilltalsnamn.
Namnsdag: saknas (1986–1992: 2 december, 1993–2000: 9 februari)

## Personer med namnet Betty, Bettie och Bette
- Betty Almlöf, svensk skådespelare
- Betty Balfour, brittisk skådespelare
- Betty Bjurström, svensk skådespelare
- Betty Boije, svensk operasångerska
- Betty Burfeindt, amerikansk golfspelare
- Betty Cuthbert, australisk friidrottare
- Bette Davis, amerikansk skådespelare
- Betty Ehrenborg, svensk författare och psalmförfattare
- Betty Everett, amerikansk sångerska
- Betty Field, amerikansk skådespelare
- Betty Ford, hustru till den amerikanske presidenten Gerald Ford
- Betty Friedan, amerikansk författare och feminist
- Betty Hicks Newell, amerikansk golfspelare
- Betty Grable, amerikansk skådespelare
- Betty Heidler, tysk friidrottare
- Betty Hennings, dansk skådespelare
- Betty Hutton, amerikansk skådespelare, sångerska och komiker
- Betty Jameson, amerikansk golfspelare
- Betty Linderoth, svensk urmakare
- Bette Midler, amerikansk sångerska och skådespelare
- Betty Missiego, spansk sångerska
- Betty Nansen, dansk skådespelare
- Betty Nuthall, brittisk tennisspelare
- Bettie Page, amerikansk fotomodell
- Betty Parsons, amerikansk konstnär
- Betty Robinson, amerikansk friidrottare
- Betty Stöve, nederländsk tennisspelare
- Betty Söderberg, dansk skådespelare
- Betty White, amerikansk skådespelare
- Betty Williams, nordirländsk fredsaktivist, mottagare av Nobels fredspris

## Fiktiva
- Betty Crocker, fiktiv person